# 圭亚那土地
圭亚那土地是法属圭亚那的一个左翼政党。该党成立于2018年。该党的意识形态是圭亚那地区主义、进步主义、环境保护主义。该党的主席是加布里埃尔·塞尔维尔。该党支持生态和社会人民新联盟。